# Generación Interbellum
Generación Interbellum es un término (derivado del latín "entre" y bellum "guerra") que a veces se utiliza para denotar a personas nacidas en Estados Unidos durante la primera década del siglo XX, a menudo expresado específicamente como los años 1901 a 1914. El nombre viene del hecho de que aquellos nacidos durante ese intervalo de tiempo fueron demasiado jóvenes para haber servido en el servicio militar durante la Primera Guerra Mundial, y fueron generalmente demasiado viejos para servir como personal alistado en la Segunda Guerra Mundial, aunque muchos de ellos pudieron participar de alguna forma en las fuerzas armadas durante ese último conflicto.
Los miembros de esta generación alcanzaron la mayoría de edad durante los Locos años veinte o la fase inicial de la Gran Depresión, antes de la elección de Franklin D. Roosevelt y la promulgación del Nuevo Tratado. Este hecho contribuyó a la esencia de esta generación, sosteniendo puntos de vista izquierdistas liberales en política, especialmente en cuestiones económicas, aunque destacaron algunos disidentes prominentes (como Barry Goldwater). La mayoría de sus hijos pertenecen a la Generación Silenciosa.
Los cuatro presidentes de los Estados Unidos de la Generación Interbellum fueron Lyndon B. Johnson (nacido en 1908), Ronald Reagan (nacido en 1911) y Richard M. Nixon y Gerald Ford (nacidos en 1913). (Sin embargo, Reagan, Nixon y Ford sirvieron en la Segunda Guerra Mundial con miembros de la Generación Grandiosa).
- Datos: Q6045552